# Tateomys macrocercus
Tateomys macrocercus är en däggdjursart som beskrevs av Guy G. Musser 1982. Tateomys macrocercus ingår i släktet Tateomys och familjen råttdjur. Inga underarter finns listade.

## Utseende
Exemplaren är utan svans 110 till 120 mm långa och 43 till 55 g tunga. Svansen är med 160 till 173 mm påfallande lång och naken. Arten har cirka 30 mm långa bakfötter och ungefär 18 mm stora öron. Huvud, bål och extremiteter är täckta av grå päls. Typisk för arten är smala bakfötter med smala klor, en långsträckt främre del av kraniet och normal utvecklade kronor vid tänderna. Molarerna i överkäken har tre rötter och de nedre molarerna har två rötter. Honas fyra spenar är ordnade i par och de ligger vid ljumsken.

## Utbredning och ekologi
Arten är bara känd från några individer som hittades vid bergen Mt. Nokilalaki och Mt. Gandangdewata på centrala Sulawesi. De vistades där mellan 1600 och 2600 meter över havet. Habitatet utgörs av fuktiga bergsskogar. Individerna är aktiva på natten och kan klättra i växtligheten. De äter främst maskar.

## Hot
Troligtvis påverkas Tateomys macrocercus av skogsröjningar som även sker i Lore Lindu nationalpark. Hela populationens storlek är okänd.  IUCN kategoriserar arten globalt som otillräckligt studerad.